# Livstræet
Livstræet er en sang i Højskolesangbogen med tekst af Erik Lindebjerg (1987) og melodi af Hans Holm (1988). Den er udgivet på musikforlaget Edition Wilhelm Hansen AS, Kbh.
Omkvæd:

Lad dem lege i livstræets krone,

lad dem føle, at livet er stort,

lad dem skue de blå horisonter

og himmelhvælvingens port.
Sangen er skrevet til indvielsen af en vægudsmykning på Silkeborg Højskole forestillende Yggdrasil.